# نهائي كوبا ليبرتادوريس 1981
نهائي كوبا ليبرتادوريس 1981 هو النهائي الخامس والأربعون من كأس ليبرتادوريس، وتنافس عليها كل من فلامنغو البرازيلي وكوبريلوا التشيلي، وهو الظهور الأول لكليهما في نهائيات البطولة. أقيمت مباراة الذهاب يوم 13 نوفمبر على ملعب فلامنغو على أرضه ، حيث أقيمت مباراة الإياب يوم 20 نوفمبر على ملعب كوبريلوا.
فاز فلامنجو بالبطولة بعد فوزه في مباراة فاصلة 2-0 في إستاد سينتيناريو في مونتيفيديو. وهكذا حقق النادي البرازيلي لقبه الأول في كأس ليبرتادوريس.